# چهار چشم!
مجموعهٔ پویانمایی تلویزیونی چهار چشم! اثری است که به ابتکار داریل کلوسکوفسکی خلق شده و تولید آن توسط شرکت‌های پورچ‌لایت انترتینمنت، پیکتور مدیا و تله‌گل تئورانتا صورت گرفته است. این مجموعه برای پخش از شبکهٔ فرانسه ۳ تهیه گردیده است.

## خلاصه داستان
داستان این مجموعه پیرامون دختری فضایی و انسان‌گریز به نام اِما است که در سیارهٔ زادگاه خود موفق به گذراندن پایهٔ پنجم تحصیلی نمی‌شود. والدین او تصمیم می‌گیرند وی را به سیارهٔ زمین بفرستند تا بار دیگر این پایه را بگذراند.